# Guillermo Francella
Guillermo Héctor Francella (Buenos Aires, 14 de febrer de 1955) és un actor i humorista argentí. Algunes de les seves pel·lícules van ser Rudo y Cursi, El secreto de sus ojos (guanyadora del premi Oscar a la Millor pel·lícula de parla no anglesa),Corazón de León i El Clan. És considerat una de les celebritats més influents al seu país. Ha treballat en sèries i programes de televisió com La familia Benvenuto, Poné a Francella i Casados con hijos.

## Biografia

### Inicis
Francella és el segon de dos germans fills de Adelina Rodó i Ricardo Héctor Francella, un empleat bancari, professor de gimnàstica i entrenador d'aixecament de pesos en Racing Club. Va passar els seus primers dos anys de vida en Villa del Parque i més tard la família es va mudar a Beccar, barri de nord del Gran Buenos Aires on Francella va viure la resta de la seva infància. La casa estava situada al costat de la dels seus avis paterns, Domenico i Zaída; el seu avi era un immigrant italià que havia arribat a l'Argentina provinent de Falconara Albanese (Calàbria) i el cognom original del qual era Frangella. Durant la seva joventut es va veure influenciat pel cinema italià i la literatura; Francella va recordar: «Els meus pares no tenien un interès particular en aquests temes. Sí que ens estimulaven a explorar allò que ens interessava».
Va assistir i es va rebre de batxiller en l'Institut 20 de Junio de San Isidro en 1972. El seu primer acostament a l'actuació va ser després d'acabar la secundària quan va realitzar al costat d'alguns companys una obra de teatre, la comèdia Charlatanes de Julio F. Escobar. Posteriorment, encara que volia estudiar teatre, va continuar estudiant periodisme. Va aconseguir un títol de periodista després d'estudiar tres anys i més tard va començar a treballar per la revista Gente, on es va exercir com a periodista durant tres mesos abans de ser acomiadat. A més va treballar com a venedor en una botiga de roba, com a venedor d'assegurances i va ser soci d'una immobiliària amb el seu oncle. A principis dels anys 1980 va actuar en un comercial de Cinzano. El seu pare va morir quan ell tenia vint-i-sis anys, la qual cosa va significar un cop «molt fort» per a la família. Francella és catòlic i creient.

### Dècada 1980: Inicis en televisió i primeres pel·lícules còmiques
Va debutar en televisió en 1980, amb Los hnos. Torterolo i després va formar part de Historia de un trepador. El 1985 va filmar la seva primera pel·lícula, El telo y la tele, a més va participar com a extra en el film Los caballeros de la cama redonda (1973) que protagonitzà Alberto Olmedo. Va participar en altres sèries de televisió dels anys 1980, com El infiel, interpretant el paper de Felipe durant un any.
En 1986, va filmar tres pel·lícules, entre elles, Camarero nocturno en Mar del Plata i Las colegialas. També va actuar a sèries de televisió, com El lobo i Juegos prohibidos. La seva carrera com a actor de televisió i cinema va continuar durant els següents anys amb pel·lícules com Los pilotos más locos del mundo, Paraíso relax y Bañeros II, la playa loca, que va tenir la seva tercera part en 2006.
El seu primer gran èxit en televisió va ser la telecomedia De carne somos, emesa per Canal 13 el 1988. Després va protagonitzar Dalo por hecho, emesa per Canal 13 i interpretava a un chanta argentí. En 1989 va participar en un dels seus més grans èxits: Los extermineitors, pel·lícula que parodiava als films d'acció de la dècada de 1980. A l'any següent, va filmar la segona part d'aquest film, Los extermineitors II. També, en 1992 va interpretar al personatge Francachella (no per casualitat similar al seu veritable cognom) a Brigada Cola on tenia un gos que es deia "Tronco".

### Dècada 1990:La familia Benvenutoi èxit en comèdia
Durant els primerencs anys 1990, va gravar dues parts més de la pel·lícula Los extermineitors, formant una saga que va concloure amb la quarta part en l'estiu austral de 1992. També va realitzar dues sèries de gran èxit, La familia Benvenuto i Un hermano es un hermano, amb Javier Portales. Quan va retornar al treball, la seva fama havia crescut, fins i tot internacionalment, per la qual cosa la seva següent sèrie, Naranja y media (1997), va ser traduïda i transmesa en diversos països de parla anglesa, amb el nom de My Better Halves. La seva següent pel·lícula, Un argentino en New York (1998), f va ser filmada en Espanya i els Estats Units; protagonitzada al costat de la uruguaiana Natalia Oreiro, es va convertir en un dels més grans èxits del cinema argentí.
En 1999, li arribaria un altre desafiament, la sèrie Trillizos, dijo la partera al costat de l'actriu Laura Novoa. En aquesta ocasió, degué interpretar tres germans portenys: Luigi, Marcelo i Enzo, que integraven una clàssica família d'arrels italianes, però alhora, cadascun amb una personalitat diferent que els caracteritzava.

### Anys 2000: Noves tires còmiques, teatre musical i èxit en drama
En 2000 va filmar Papá es un ídolo, traduïda al anglès amb el nom de Daddy is My Idol, en aquesta pel·lícula actuava Manuel Bandera i Millie Stegman.
Va tornar a la televisió en 2001, en un dels més definitius papers de la seva carrera, en el programa còmic Poné a Francella, on prenia part en diversos sketchs al costat del seu elenc. Va tenir dues temporades i es va transmetre fins a desembre de 2002. Allí va compartir elenc al costat de Gabriel Goity, Manuel Wirtz, René Bertrand, Toti Ciliberto, Alberto Fernández de Rosa i Roberto Carnaghi, Cecilia Milone, Florencia Peña, Andrea Frigerio, Mariana Briski i amb models com Julieta Prandi, Pamela David i Luciana Salazar. Les repeticions es van transmetre fins a 2006 durant els caps de setmana a l'Argentina, mentre que en altres països de Llatinoamèrica i Estats Units es va televisar fins a finals de 2004.
En 2003, va filmar en Cuba, Un día en el paraíso, pel·lícula en la qual Francella va interpretar dos personatges: Reynaldo i Roy. Aquest any va protagonitzar la comèdia unitària, Durmiendo con mi jefe, amb Luis Brandoni a El trece. La seva següent pel·lícula, Papá se volvió loco, va ser estrenada en 2005 i es va transformar en un èxit als cinemes.
Des de 2005 va treballar en la sèrie Casados con hijos, versió argentina de l'estatunidenca Married... with Children, interpretant el paper de Pepe Argento. Aquesta sèrie va tenir dues temporades (2005 i 2006). Per aquest paper, en la primera temporada, APTRA li va atorgar el Premi Martín Fierro al «millor actor protagonista de comèdia», i en la segona temporada, va tornar a ser nominat però va perdre contra Facundo Arana.
Durant aquests dos anys, va protagonitzar al costat de Enrique Pinti i gran elenc en el teatre Lola Membrives de Buenos Aires la comèdia musical de Mel Brooks Els Productors obra amb un gran èxit en Broadway. Va ser el debut de Francella en el teatre musical, ja que Pinti era un actor experimentat en el gènere. L'obra va tenir tal èxit que va ser portada al Teatre Auditorium de Mar del Plata i va anar en aquest llavors guanyadora de diversos premis "Estrella de Mar" incloent a Enrique Pinti guanyador del major guardó com a millor actor de comèdia.
En 2007, va protagonitzar una nova pel·lícula còmica, Incorregibles, al costat de Dady Brieva i Gisela Van Lacke. Va ser un èxit, però va rebre crítiques negatives. En 2008, va fer una participació especial en el capítol final de la telenovel·la Vidas robadas que guanyaria el Premi Martín Fierro d'Or 2008. A la fi d'any, va viatjar a Mèxic per protagonitzar Rudo y Cursi, amb els actors mexicans Gael García Bernal i Diego Luna. Va batre rècords de taquilla i es va transformar en una pel·lícula clàssica del cinema mexicà.
En 2009, va protagonitzar amb El secreto de sus ojos, que va arribar a ser vista per dos milions d'espectadors, la més vista de l'any. Va ser guardonada amb un Premi Oscar a la millor pel·lícula de parla no anglesa.

### Anys 2010: Actualitat
En 2011, va tornar a la pantalla noia amb la comèdia El hombre de tu vida on va fer el paper d'Hugo, un home afectat per la crisi de la mitjana edat. A més, al costat d'Arturo Puig, va protagonitzar la pel·lícula d'Ana Katz, Los Marziano. En 2012 es va estrenar la pel·lícula ¡Atraco!, que va protagonitzar amb Nicolás Cabré i Amaia Salamanca sota la direcció d'Eduard Cortés, personificant a un peronista anomenat Merello. A més, va tenir un petit paper en la pel·lícula El vagoneta en el mundo del cine.
Va protagonitzar la pel·lícula romàntica de Marcos Carnevale, Corazón de León, on va interpretar a un home de baixa alçada que s'enamora d'una advocada divorciada (Julieta Díaz). Per aquesta interpretació va rebre la seva segona nominació al premio Còndor de Plata, aquesta vegada com a millor actor. A més fou nominat al premi Sur.
En 2014, va protagonitzar al costat de Inés Estévez i Alejandro Awada la pel·lícula dirigida per Daniel Burman, El misterio de la felicidad, on fa un paper d'un home que busca al seu amic (Fabián Arenillas) desaparegut. A més, va tornar al teatre de la mà de Adrián Suar amb Dos pícaros sinvergüenzas on encarna a Lawrence Williams un home que estafa a dones juntament amb el seu company. L'obra va ser la més vista de la temporada.
El 2015 va protagonitzar El Clan,en el rol d'Arquimedes Puccio, amb Peter Lanzani en el rol de Alejandro Puccio, basada en els assassinats comesos pel Clan Puccio al començament d'anys 1980.

## Família
Des de 1989 està casat amb María Inés Breña amb qui té dos fills: Nicolás (nascut el 22 d'octubre de 1990) i Johanna (nascuda el 4 de desembre de 1993).

## Filmografia
| Cinema | Cinema                                    | Cinema                       | Cinema            |
| Any    | Pel·lícula                                | Personatge                   | Recaptació        |
| ------ | ----------------------------------------- | ---------------------------- | ----------------- |
| 1973   | Los caballeros de la cama redonda         | Extra                        |                   |
| 1985   | El telo y la tele                         | Diputado Giménez Torrado     |                   |
| 1986   | Brigada explosiva                         | Pelícano                     |                   |
| 1986   | Camarero nocturno en Mar del Plata        | Salvador                     |                   |
| 1986   | Las colegialas se divierten               | Profesor Di Pietro           |                   |
| 1987   | Los bañeros más locos del mundo           | Guillermo                    |                   |
| 1987   | Johny Tolengo, el majestuoso              | Soci de Baltazar             |                   |
| 1988   | Los pilotos más locos del mundo           | Profesor Lungo               |                   |
| 1988   | Paraíso Relax (Casa de masajes)           |                              |                   |
| 1989   | Bañeros II, la playa loca                 | Guillermo                    |                   |
| 1989   | Los extermineitors                        | Guillermo                    |                   |
| 1990   | Extermineitors II, la venganza del dragón | Guillermo                    |                   |
| 1991   | Extermineitors III, La gran pelea final   | Guillermo                    |                   |
| 1991   | El travieso                               | Julio Mustafá                |                   |
| 1992   | Extermineitors IV, como hermanos gemelos  | Guillermo                    |                   |
| 1998   | Un argentino en New York                  | Franco de Ricci              | $25.790.000 mill. |
| 1999   | Esa maldita costilla                      | Taxista (Cameo)              | $1.000.000 mill.  |
| 2000   | Papá es un ídolo                          | Pablo                        | $5.732.794 mill.  |
| 2003   | Un día en el paraíso                      | Reynaldo/Roy                 | $2.000.000 mill.  |
| 2005   | Papá se volvió loco                       | Juan Gentille                | $10.000.000 mill. |
| 2006   | Bañeros 3: Todopoderosos                  | Guillermo                    | $8.940.110 mill.  |
| 2007   | Incorregibles                             | Pablo                        | $2.800.000 mill.  |
| 2008   | Rudo y Cursi                              | Darío "Batuta" Vidali        | $11.200.000 mill. |
| 2008   | Un novio para mi mujer                    | Empleado de una inmobiliaria | $17.680.677 mill. |
| 2009   | El secreto de sus ojos                    | Pablo Sandoval               | $42.629.597 mill. |
| 2011   | Los Marziano                              | Juan Marziano                | $5.030.000 mill.  |
| 2012   | El vagoneta en el mundo del cine          | Él mismo                     | Mediometraje      |
| 2012   | ¡Atraco!                                  | Merello                      | $17.680.776 mill. |
| 2013   | Corazón de León                           | León Godoy                   | $14.157.640 mill. |
| 2014   | El misterio de la felicidad               | Santiago                     | $3.800.000 mill.  |
| 2015   | El Clan                                   | Arquímedes Puccio            | $20.381.995 mill. |
| 2017   | Los que aman, odian                       | Dr. Enrique Hubermann        | $1.730.763 mill.  |
| 2018   | Animal                                    | Antonio Decoud               | $2.100.000 mill.  |
| 2018   | Mi obra maestra                           | Arturo                       | $2.885.000 mill.  |
| 2019   | Olmedo, el rey de la risa                 | Él mismo                     | Documental        |
| 2020   | El robo del siglo                         | Mario Vitette                | $12.032.000 mill. |

## Televisió
| Any       | Títol                            | Personatge                                                | Canal | Notes                                          |
| --------- | -------------------------------- | --------------------------------------------------------- | ----- | ---------------------------------------------- |
| 1980      | Los hermanos Torterolo           |                                                           |       |                                                |
| 1982      | Todos los días la misma historia | Carnisser                                                 |       |                                                |
| 1983      | Matrimonios y algo más           | Diversos                                                  |       | Actor de repartiment                           |
| 1984      | Historia de un trepador          |                                                           |       | Actor de repartiment                           |
| 1985      | El infiel                        | Felipe                                                    |       | Actor de repartiment                           |
| 1986      | El lobo                          | Lalo                                                      |       | Actor de repartiment                           |
| 1987      | Buena plata                      |                                                           |       | Coprotagonista                                 |
| 1987      | Paremos la mano                  |                                                           |       | Coprotagonista                                 |
| 1988-1989 | De carne somos                   | Ricardo Rípoli                                            |       | Protagonista                                   |
| 1990      | Yo tenía un plazo fijo           | Pancho                                                    |       | Protagonista                                   |
| 1990      | Dalo por hecho                   | Atilio Bartolomé Cartuja                                  |       | Protagonista                                   |
| 1991-1995 | La familia Benvenuto             | Guille                                                    |       | Protagonista                                   |
| 1992-1993 | Brigada cola                     | Francachella                                              |       | Protagonista                                   |
| 1994-1995 | Un hermano es un hermano         | Bruno                                                     |       | Protagonista                                   |
| 1997      | Naranja y media                  | Juan Guerrero                                             |       | Protagonista                                   |
| 1999      | Trillizos, dijo la partera       | Marcelo/Luigi/Enzo Scarpelli                              |       | Protagonista                                   |
| 2000      | Tiempo final                     | Martín (ep: "La última cena") i Miguel (ep: "Los amigos") |       |                                                |
| 2001      | Enamorarte                       | Professor de rem                                          |       | Participació especial                          |
| 2001-2002 | Poné a Francella                 | Diversos                                                  |       | Protagonista                                   |
| 2002      | Infieles                         | Marcos Marini                                             |       | Ep: "Las mujeres de mis amigos no tienen sexo" |
| 2003      | Durmiendo con mi jefe            | Oscar Tzisca                                              |       | Protagonista                                   |
| 2004      | La niñera                        | Sambucetti                                                |       | Cameo                                          |
| 2005-2006 | Casados con hijos                | José "Pepe" Argento                                       |       | Protagonista                                   |
| 2007      | Alejo y Valentina                | Ell mateix                                                |       | Cameo                                          |
| 2008      | Vidas robadas                    | Claudio Kurtz                                             |       | Participació especial                          |
| 2009      | Revelaciones                     | Psicólogo                                                 |       | Participació especial                          |
| 2011-2012 | El hombre de tu vida             | Hugo Bermúdez                                             |       | Protagonista                                   |
| 2018      | El host                          | Ell mateix                                                |       | Participació especial                          |

## Teatre
| Any       | Títol                                            |
| --------- | ------------------------------------------------ |
| 1988      | Los salvajes deseos de mi marido                 |
| 1988-1989 | Al fin y al cabo... de carne somos               |
| 1991      | Dos señores malcriados                           |
| 1992      | Pijamas                                          |
| 1993      | Aguante, Brigada!                                |
| 2001      | La cena de los tontos amb Adrián Suar            |
| 2005-2006 | Los productores amb Enrique Pinti                |
| 2009      | La cena de los tontos amb Adrián Suar            |
| 2009      | El joven Frankenstein                            |
| 2010      | Los reyes de la risa                             |
| 2014      | Dos pícaros sinvergüenzas amb Adrián Suar        |
| 2016      | Nuestras mujeres amb Arturo Puig i Jorge Marrale |
| 2018      | Perfectos desconocidos                           |
| 2021      | Casados con Hijos                                |

## Premis i nominacions
Premis Cóndor de Plata
| Any  | Categoria                   | Treball                | Resultat  |
| ---- | --------------------------- | ---------------------- | --------- |
| 2010 | Millor actor de repartiment | El secreto de sus ojos | Guanyador |
| 2014 | Millor actor                | Corazón de león        | Nominat   |
| 2016 | Millor actor                | El Clan                | Nominat   |

Premis Platino
| Any  | Categoria                                         | Treball | Resultat  |
| ---- | ------------------------------------------------- | ------- | --------- |
| 2016 | Premi Platino a la millor interpretació masculina | El Clan | Guanyador |

Premis Sur
| Any  | Categoria                   | Treball                | Resultat  |
| ---- | --------------------------- | ---------------------- | --------- |
| 2009 | Millor actor de repartiment | El secreto de sus ojos | Guanyador |
| 2013 | Millor actor                | Corazón de león        | Nominat   |
| 2015 | Millor actor                | El clan                | Nominat   |

Premis Clarín
| Any  | Categoria                             | Treball                | Resultat  |
| ---- | ------------------------------------- | ---------------------- | --------- |
| 2009 | Millor actor de repartiment en cinema | El secreto de sus ojos | Guanyador |

Medalles del Cercle d'Escriptors Cinematogràfics
| Any  | Categoria              | Treball                | Resultat  |
| ---- | ---------------------- | ---------------------- | --------- |
| 2010 | Millor actor secundari | El secreto de sus ojos | Guanyador |

Premis Martín Fierro
| Any  | Categoria                                         | Programa                   | Resultat  |
| ---- | ------------------------------------------------- | -------------------------- | --------- |
| 1988 | Millor actor protagonista de comèdia              | De carne somos             | Guanyador |
| 1992 | Millor actor protagonista de comèdia              | Brigada cola               | Nominat   |
| 1994 | Millor actor protagonista de comèdia              | La familia Benvenuto       | Nominat   |
| 1997 | Millor actor protagonista de comèdia              | Naranja y media            | Guanyador |
| 1999 | Millor actor protagonista de comèdia              | Trillizos, dijo la partera | Nominat   |
| 2002 | Millor labor humorística                          | Poné a Francella           | Guanyador |
| 2003 | Millor actor protagonista de comèdia              | Durmiendo con mi jefe      | Nominat   |
| 2005 | Millor actor protagonista de comèdia              | Casados con hijos          | Guanyador |
| 2006 | Millor actor protagonista de comèdia              | Casados con hijos          | Nominat   |
| 2008 | Millor participació especial en ficció            | Vidas robadas              | Guanyador |
| 2011 | Millor actor protagonista d'unitari i/o minisèrie | El hombre de tu vida       | Nominat   |
| 2012 | Millor actor protagonista d'unitari i/o minisèrie | El hombre de tu vida       | Guanyador |

Premi Konex
| Any  | Categoria                                                | Resultat  |
| ---- | -------------------------------------------------------- | --------- |
| 2011 | Konex de Platí al millor actor de televisió de la dècada | Guanyador |

Premio Estrella de Mar
| Any  | Categoria                                   | Obra                      | Resultat  |
| ---- | ------------------------------------------- | ------------------------- | --------- |
| 2011 | Actuación Protagonista Masculina            | Los reyes de la risa      | Nominat   |
| 2015 | Actuación Protagonista Masculina de Comèdia | Dos pícaros sinvergüenzas | Guanyador |
| 2015 | Premio Estrella de Mar d'Or                 | Dos pícaros sinvergüenzas | Guanyador |

Premis Ariel
| Any  | Categoria                   | Treball      | Resultat |
| ---- | --------------------------- | ------------ | -------- |
| 2009 | Millor actor de repartiment | Rudo y Cursi | Nominat  |

Altres reconeixements
- "Huésped oficial" de Quilmes (Buenos Aires).[25]